# Roosdaal
Roosdaal ist eine belgische Gemeinde in der Region Flandern mit 11.958 Einwohnern (Stand 1. Januar 2024). Sie besteht aus den Ortsteilen Borchtlombeek, Onze-Lieve-Vrouw-Lombeek, Pamel und Strijtem.
Aalst liegt 10 km nordwestlich, das Stadtzentrum von Brüssel etwa 20 km östlich und Gent 32 km nordwestlich.
Die nächsten Autobahnabfahrten befinden sich bei Aalst und Affligem an der A 10/E 40. 

In Okegem, Ninove und Denderleeuw befinden sich die nächsten Regionalbahnhöfe. 

Der Flughafen Brüssel National nahe der Hauptstadt ist ein internationaler Flughafen. 

## Wappen
Beschreibung: Im grünen Schild ein silberner Balken mit vier roten Rosen.